# تدلي

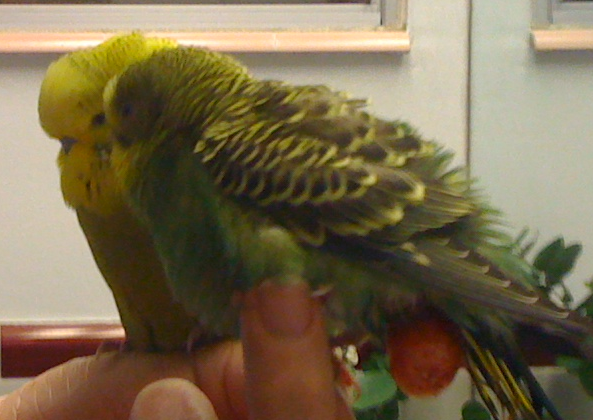
تدلي احتباس البيض في أنثى طائر الدرة

التدلي (بالإنجليزية: Prolapse)‏ يعني حرفيا "الهبوط من الموضع الأصلي"، في الطب هو هُبُوطُ عُضْو عن مَوْضِعِهِ السّوِيّ كالرحم. يُستخدم المصطلح للتعبير عن بروز الأعضاء من المهبل والمستقيم، أو لاختلال في صمامات القلب، أو في مرض الإنزلاق الغضروفي يحدث هبوط للفقرات.
في الرحم، يحدث حالة تدلي وتمدد للجزء السفلي للرحم من المهبل، والناجمة عن ضعف عضلات الحوض.

## معرض صور

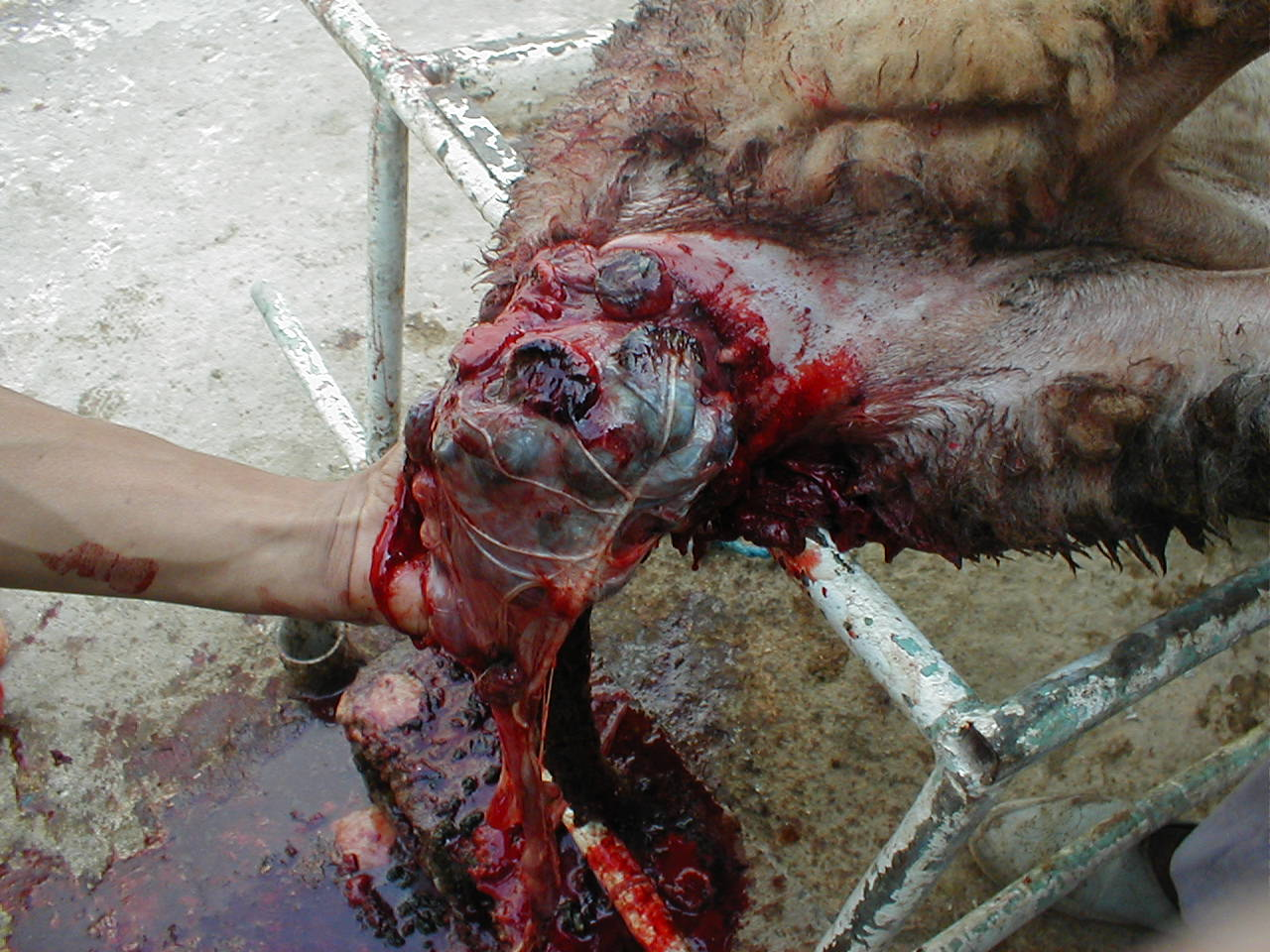
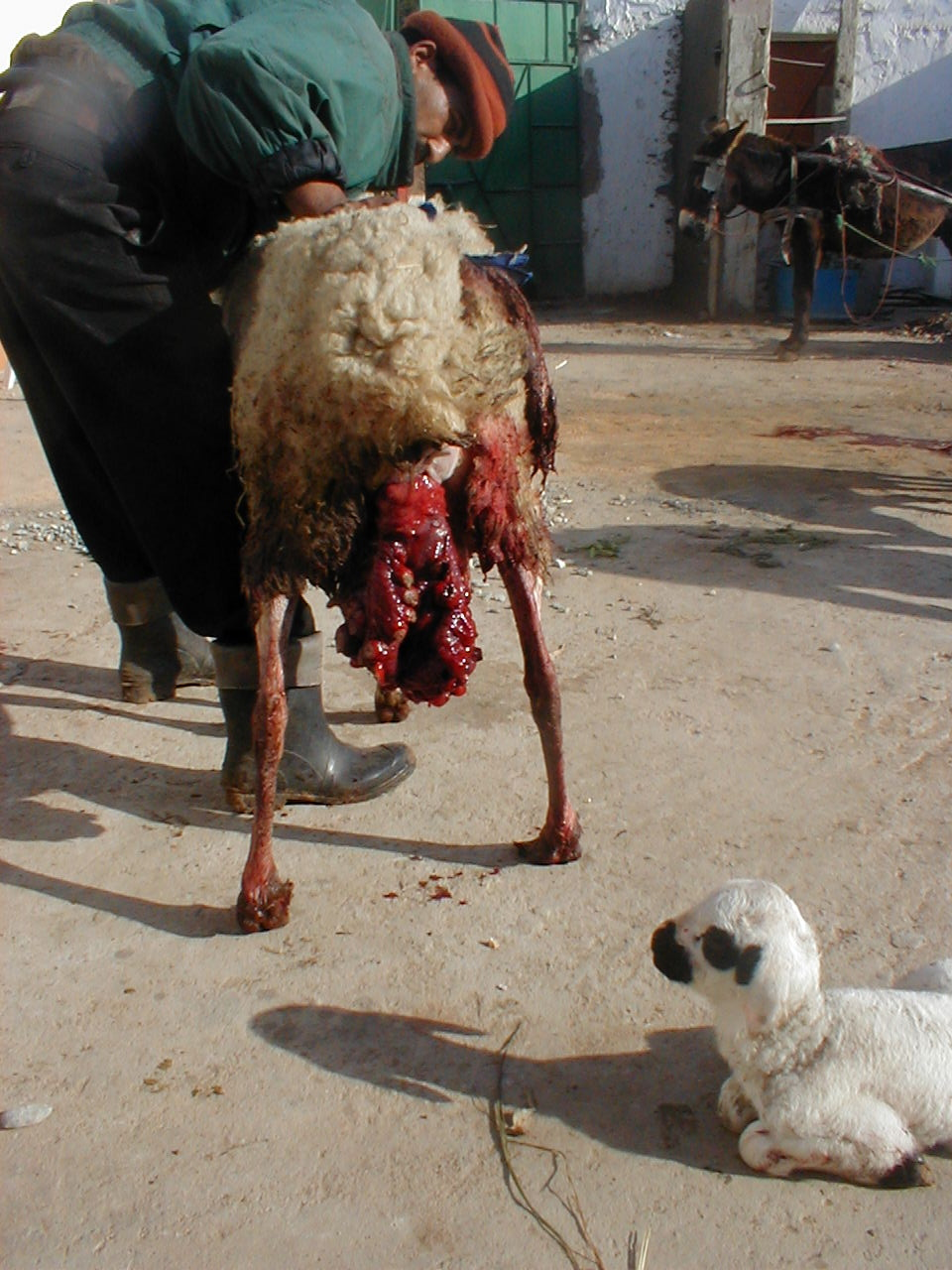
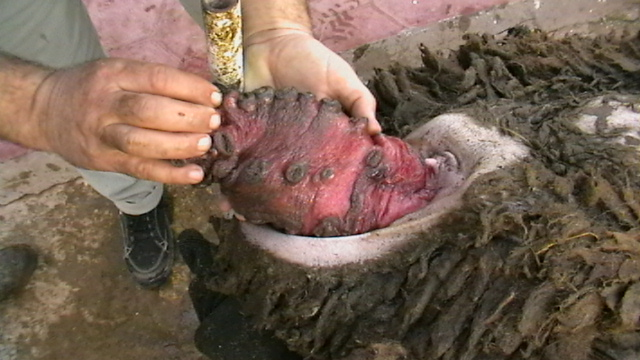
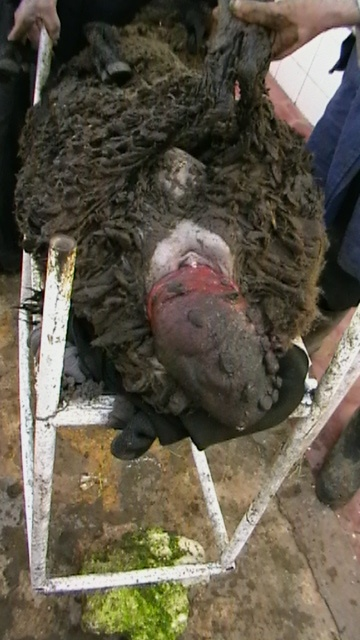

- 1=المغربية : نعخة خارجة الرحام